# Salmson
Société des Moteurs Salmson (рус. Сальмсон) — французская компания, существовавшая с 1890 по 1961 год, производитель авиационных двигателей, самолётов и автомобилей.

## История
Компания была основана Эмилем Сальмсоном (Emile Salmson, 1858—1917) как мануфактура по производству электрических компрессоров и насосов для железнодорожной и военной сфер. После прихода в компанию инженеров Кантона (Canton) и Унна (Unné), компания была переименована в «Эмиль Самльмсон и Компания» и стала специализироваться на производстве бензиновых механизмов-подъёмных устройств, а с 1896 года — моторов.
Компания стала одним из первых производителей авиационных двигателей, начав производство перед Первой мировой войны и продолжив в ходе Второй мировой войны.
После окончания Первой мировой войны, в результате снижения заказов на авиационные двигатели и самолёты, компания обратила своё внимание на производство автомобильных кузовов, а затем и полный выпуск автомобилей.
С момента захвата Франции немецкими войсками в 1940 году в ходе Второй мировой войны, компания работала на оккупационные власти.
Производство автомобилей было прекращено в 1957 году, производственные мощности были куплены фирмой Рено.
В конце 1950-х годов компания вернулась к производству насосов, построив в 1961 году завод по производству насосного оборудования в городе Лаваль департамента Майен, Франция.
В 1962 году компания была приобретена американской корпорацией ITT — крупнейшим в мире производителем насосного оборудования, а впоследствии в 1976 году — компанией Thomson (c 2010 года — Technicolor SA).
В 1984 году предприятие Salmson было приобретено фирмой WILO, а в конце 1997 года произошло слияние компаний Salmson и WILO в промышленную группу WILO-Salmson AG, которая в настоящее время выпускает насосное оборудование под брендом Сальмсон (Salmson).

## Авиастроение

### Производство авиационных двигателей

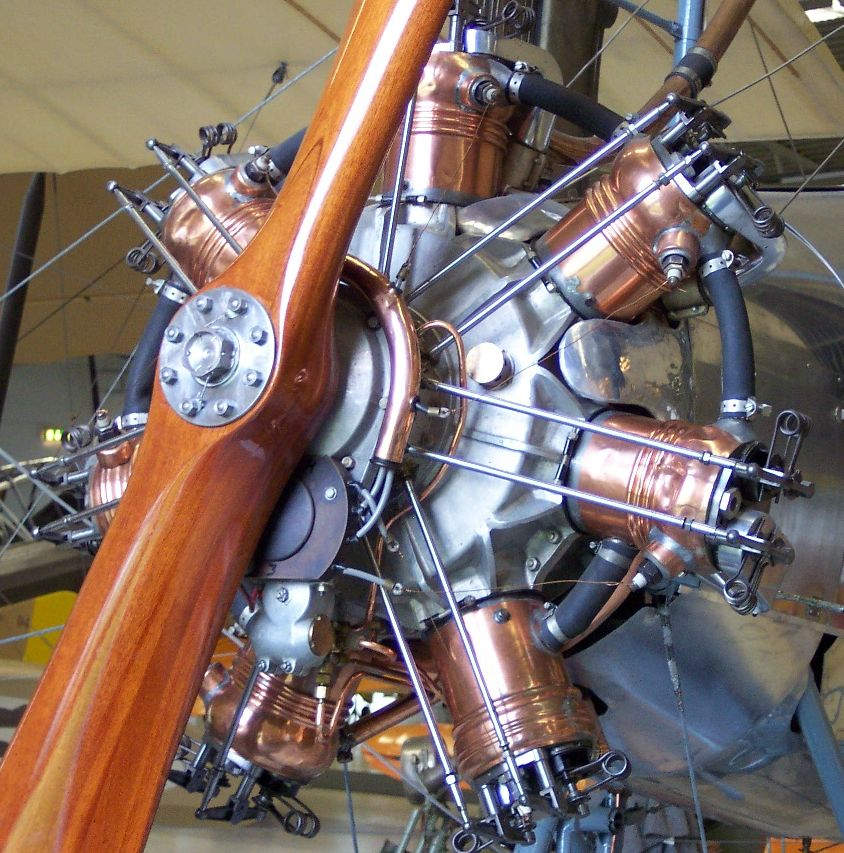
Авиационный двигатель Сальмсон P9

Первый двигатель — Salmson A (мощность 50 л. с.) был произведён компанией в 1908 году. После разработки ещё ряда двигателей, выпускавшихся в единичных экземплярах, компания сконструировала в 1913 двигатель Сальмсон 2M7. 15 двигателей были произведены во Франции, и ещё 300 в Англии, устанавливались на самолёты Kennedy Giant, Short Admiralty Type 166, Wight Pusher Seaplane.
В 1913 году были разработаны двигатели Сальмсон B9 (300 ед.) и М9 (500 ед.), устанавливавшиеся на различные самолёты.
В 1915 году разработан двигатель Сальмсон P9 (мощность 150 л. с.), 300 экземпляров данного двигателя были построены во Франции, а ещё 300 на заводе в России — эти двигатели устанавливались на производившиеся по лицензии самолёты Voisin type LA 5 и Фарамн HF.27.
Также в России было произведено 300 единиц двигателей Salmson R9 (мощность 160 л. с.), устанавливавшиеся на российские самолёты Анатра DS завода А. А. Анатра и Лебедь 12 завода В. А. Лебедева.
- В России двигатели производились на построенном в 1917 году заводе компании в г. Москве. Этот завод был национализирован в 1918 году, переименован в «Амстро», после объединения с рядом авиационных предприятий в 1927 году вошёл в состав «Завод № 24 им. М. В. Фрунзе», на московской площадке которого во время Второй Мировой Войны был образован Завод № 45 (в настоящее время НПЦ газотурбостроения «Салют»).

Самым массовым двигателем компании периода Первой мировой войны стал производимый с 1917 года Сальмсон 9Z (мощность 250 л. с.), 3000 единиц которого было построено во Франции, а 56 в Англии. Этот двигатель устанавливался на самолёты Сальмсон 2A2, Фарман 60, Voisin Triplane, Caudron C.23.
На самолётах Caudron с двигателями Сальмсон французским авиатором Мариз Бастье было установлено два мировых рекорда.

### Производство самолётов

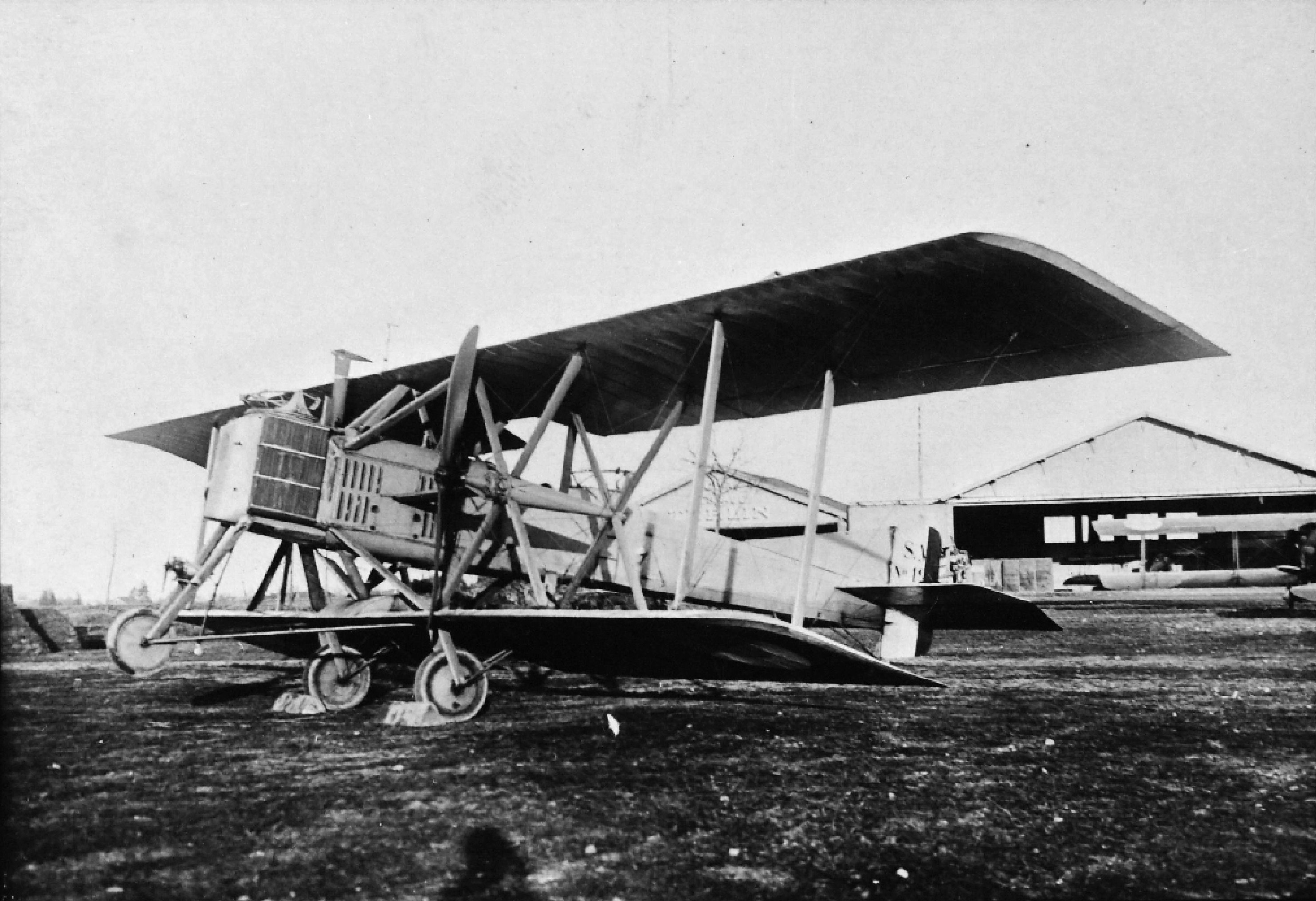
Аэроплан Salmson SM.1

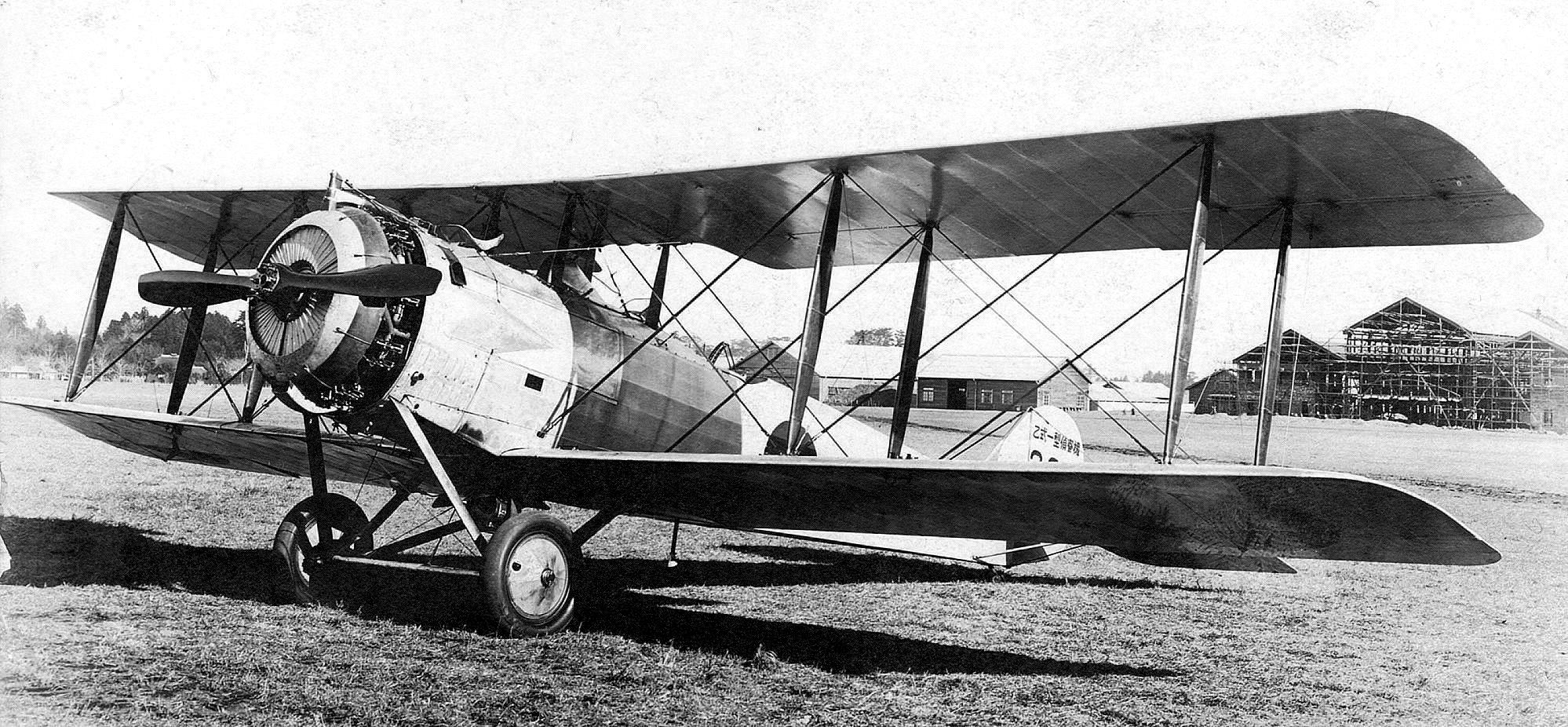
Самолёт Salmson 2 выпущенный в Японии на заводе Кавасаки

Весной 1916 года компания по предложению пилота и авиаконструктора Рене Муаню построила спроектированный им аэроплан, который создавался под только что появившийся авиадвигатель «Сальмсон» 9А2с. Самолёт представлял собой крупногабаритный трёхместный цельнодеревянный биплан с полотняной обшивкой. Французская авиация испытывала острый дефицит фронтовых бомбардировщиков, и компании было заказано 100 экземпляров машины. Аппарату присвоили военное обозначение SM.1. Однако к лету 1917-го стало ясно, что самолёт не годен для боевой службы, серийный выпуск S.M.1 прекратили.
В 1917 году два аэроплана Сальмсон SM.1 закупило для ознакомления российское Главное Управление Воздушного флота, но по результатам испытаний лётные характеристики аэропланов признали неудовлетворительными. Летом 1918 года один из этих аэропланов входил в состав так называемой Калужской авиагруппы Красного Воздушного флота, воевавшей с белогвардейцами на Урале.
Самым массовым самолётом компании был Salmson SAL.2, используемый в качестве разведчика и ближнего бомбардировщика. Всего построено 3200 экземпляров этого «Сальмсона». На них воевали 19 французских эскадрилий на западном фронте и ещё две — в Италии. Кроме того, в 1918 году 750 машин было передано американскому экспедиционному корпусу.
В 1922 году лицензионный выпуск 300 самолётов Сальмсон был налажен на заводе Кавасаки в Японии.
После окончания Первой мировой войны компания сконцентрировалась на производстве авиационных двигателей и автомобилей, и только в 1934 году снова занялась авиастроением.
Компания создала двухместный лёгкий моноплан-парасоль Salmson D-6 CriCri, предназначавшейся для лётных школ в качестве учебно-тренировочного самолёта.
В 1934 году начался выпуск многоцелевого самолёта Salmson D.1(2) Phrygane, использовавшегося в основном для туризма, который с началом Второй мировой войны использовался ВВС Франции в качестве связного самолёта.

## Автомобилестроение

### 1919—1929

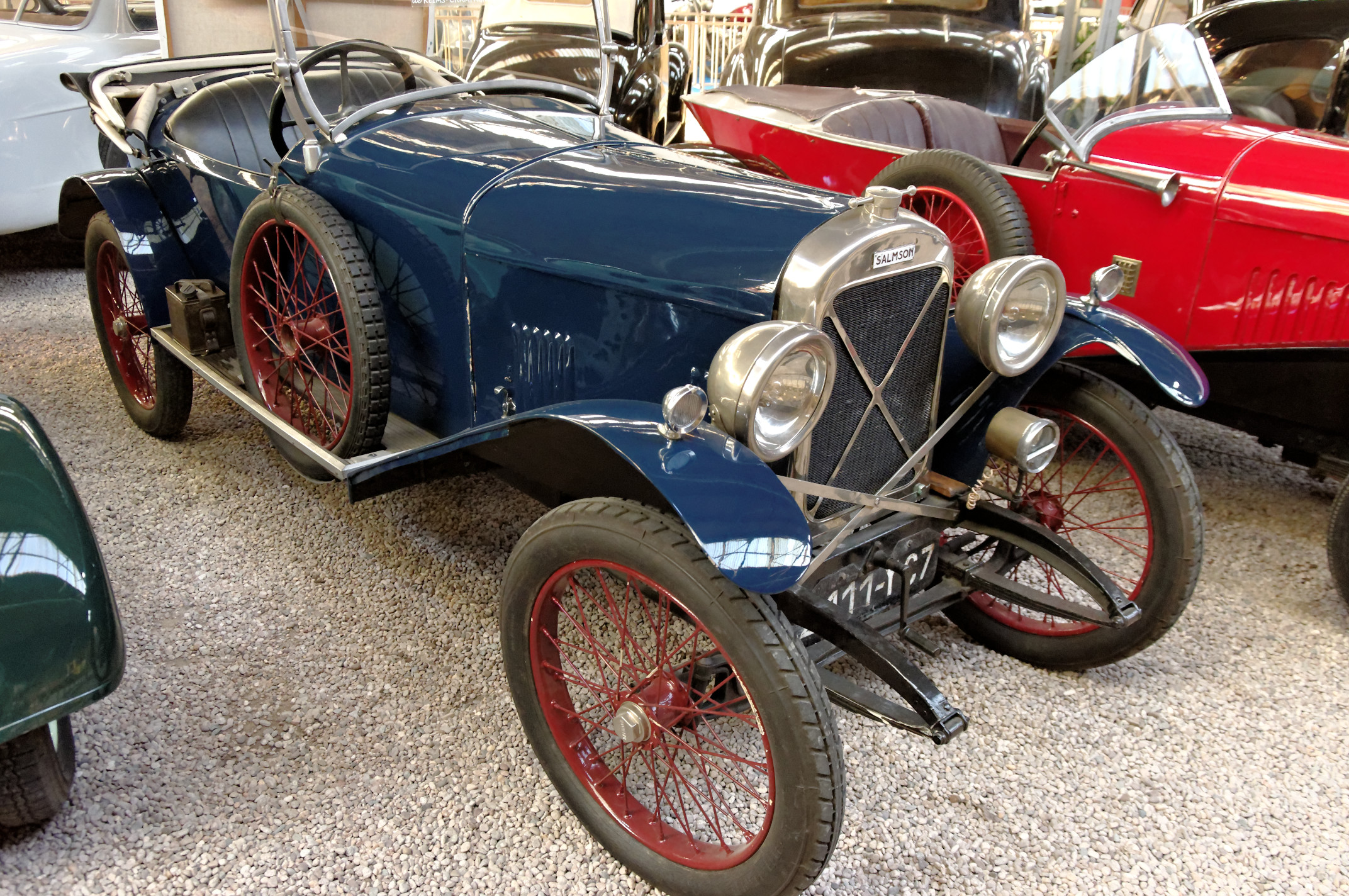
Сальмсон VAL3

Первым опытом компании в автомобилестроении был лицензионный выпуск в 1919 году шести английских автомобилей GN.
В 1922 году компания создала отделение Société des Moteurs Salmson, занимавшееся производством автомобилей.
Первым автомобилем компании была модель AL, выпущенная в 1921 году.
Через год компания стала выпускать модель D-type и VAL3, в 1923 году — модели AL3 и GSC San Sebastian, а в 1926-м — модель 2ACT.
В период с 1924 по 1930 год выпускала гоночную модель Gran Sport.
В период с 1921 по 1928 год, до закрытия гоночного подразделения компании в 1929-м, автомобили Сальмсон выиграли 550 автомобильных гонок, установив 10 мировых рекордов.

### 1929—1940

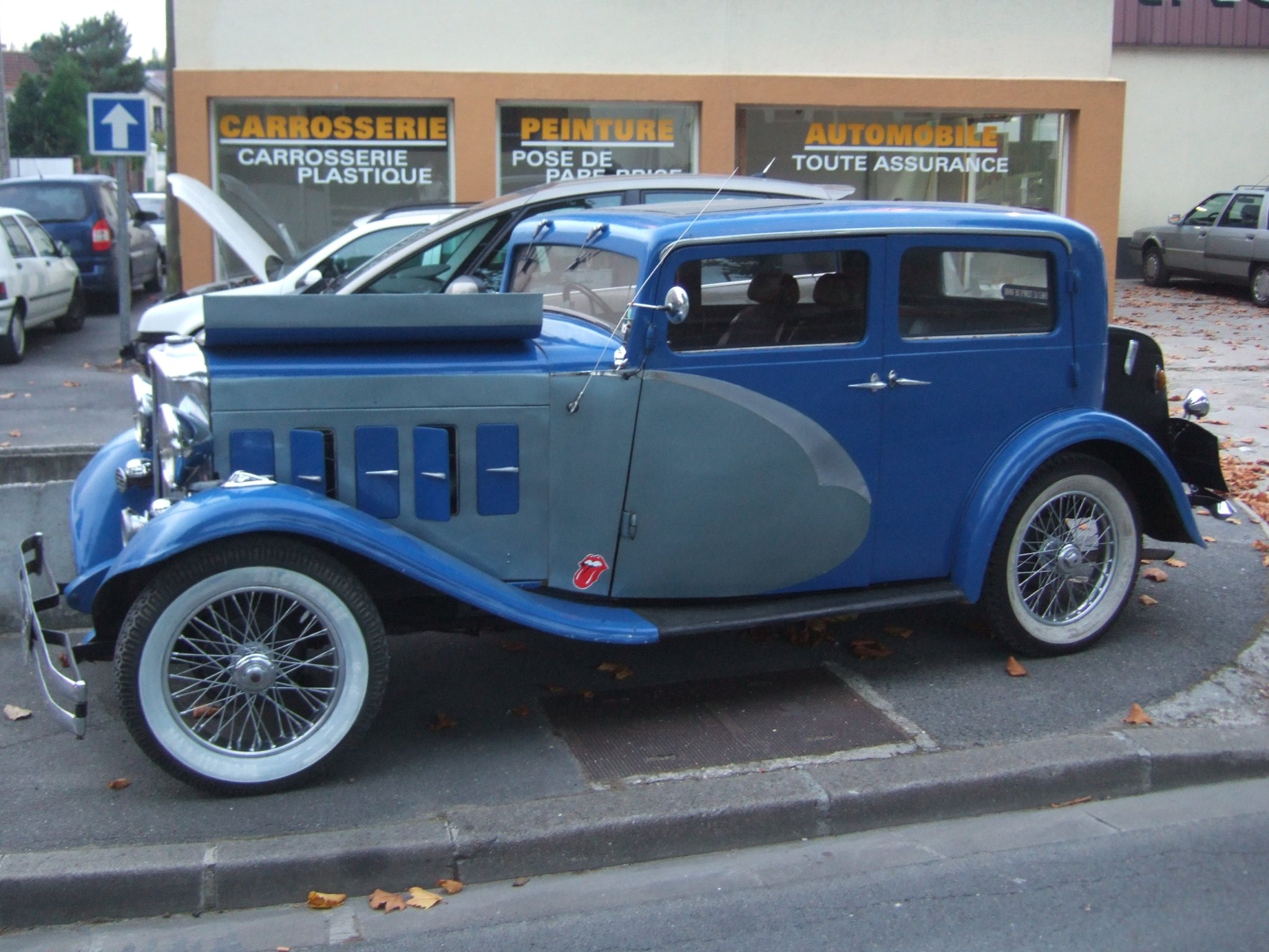
Сальмсон S4C

В 1929 году компания стала выпускать модель серии S, ставшей самой массовой и известной в истории компании.
Осенью 1929 года «Сальмсон» выпустила серию легковых автомобилей S-4 с 1,3-литровым двигателем.
Кузова новых машин оказались слишком тяжёлыми, и потому рабочий объём мотора модели следующей модели S-4C 1931 года увеличили до 1465 см³, а модели S-4D 1936 года — до 1595 см³.
Машины S4C и S4D выпускались также английским филиалом «Бритиш Салмсон» (British Salmson) в 1934—1939 годах.
В 1937 году выпущена длиннобазная модель S-4DA, рабочий объём мотора возрос до 1730 см3. Её развитием стала модель S4-61.

### 1947—1957
После войны, в 1947 году Сальмсон возобновила выпуск моделей S4-61 (двигатель объёмом 1,7 л., мощностью 50 л. с.) и S-4E (двигатель объёмом 2,3 л., мощностью 70 л. с.). Это были слегка переработанные варианты 1939 года.
В 1951 году компания запускает в производство G72 Randonee.
В 1953 году компанией был представлен автомобиль G85 2300S (Сальмсон 2300), спроектированный инженером Юджином Мартином. Автомобиль имел двигатель объёмом 2.3 л. мощностью 110 л. с., мог развить скорость до 178км/ч.
Дизайн купе «Сальмсон 2300» повторился в более поздних автомобилях фирм Facel Vega, Ferrari и Pegaso.
До 1957 года было построено более 200 автомобилей серии G85 2300S, после чего автомобильное производство компанией было свёрнуто, производственные мощности были куплены фирмой Рено.

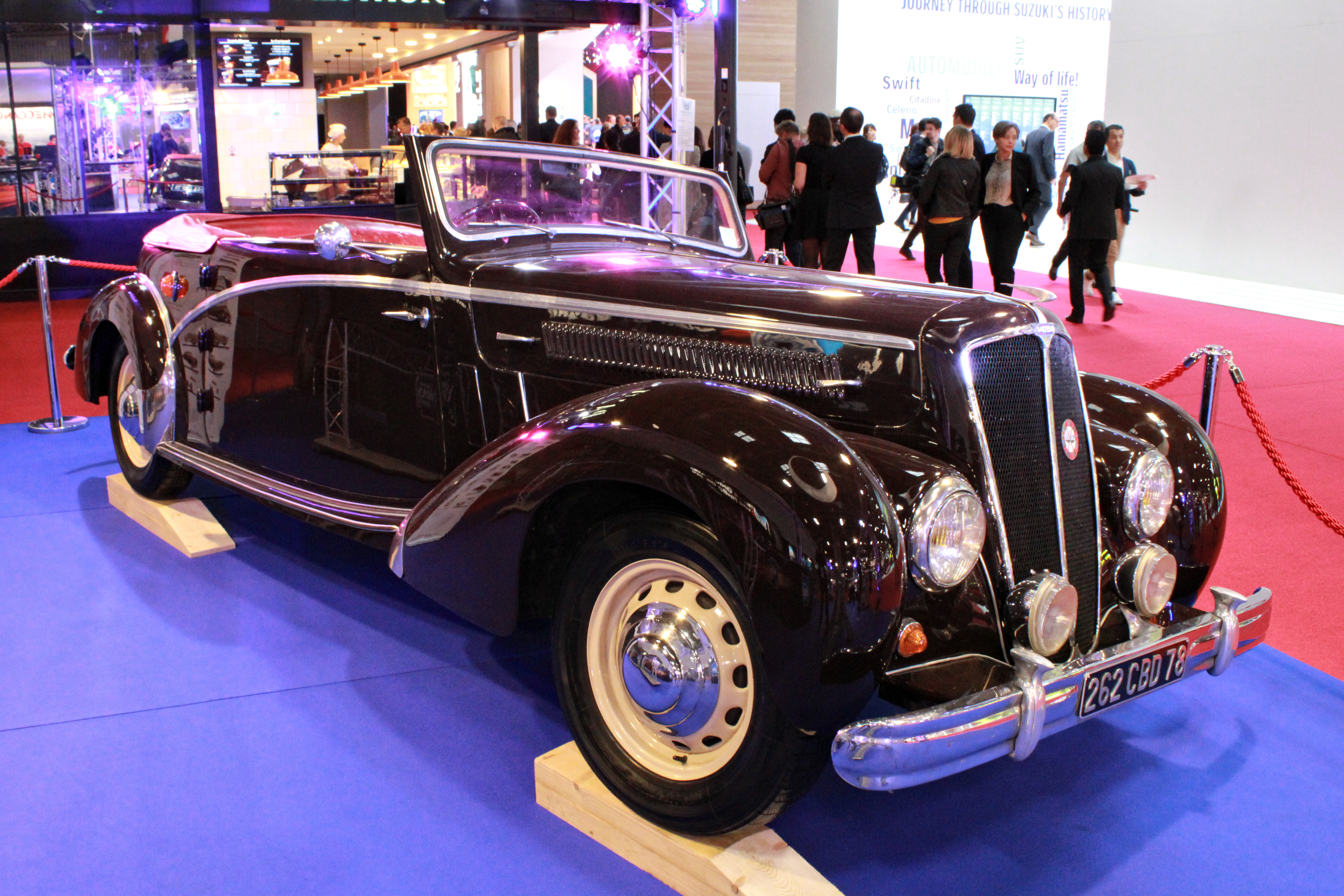
Сальмсон S4E
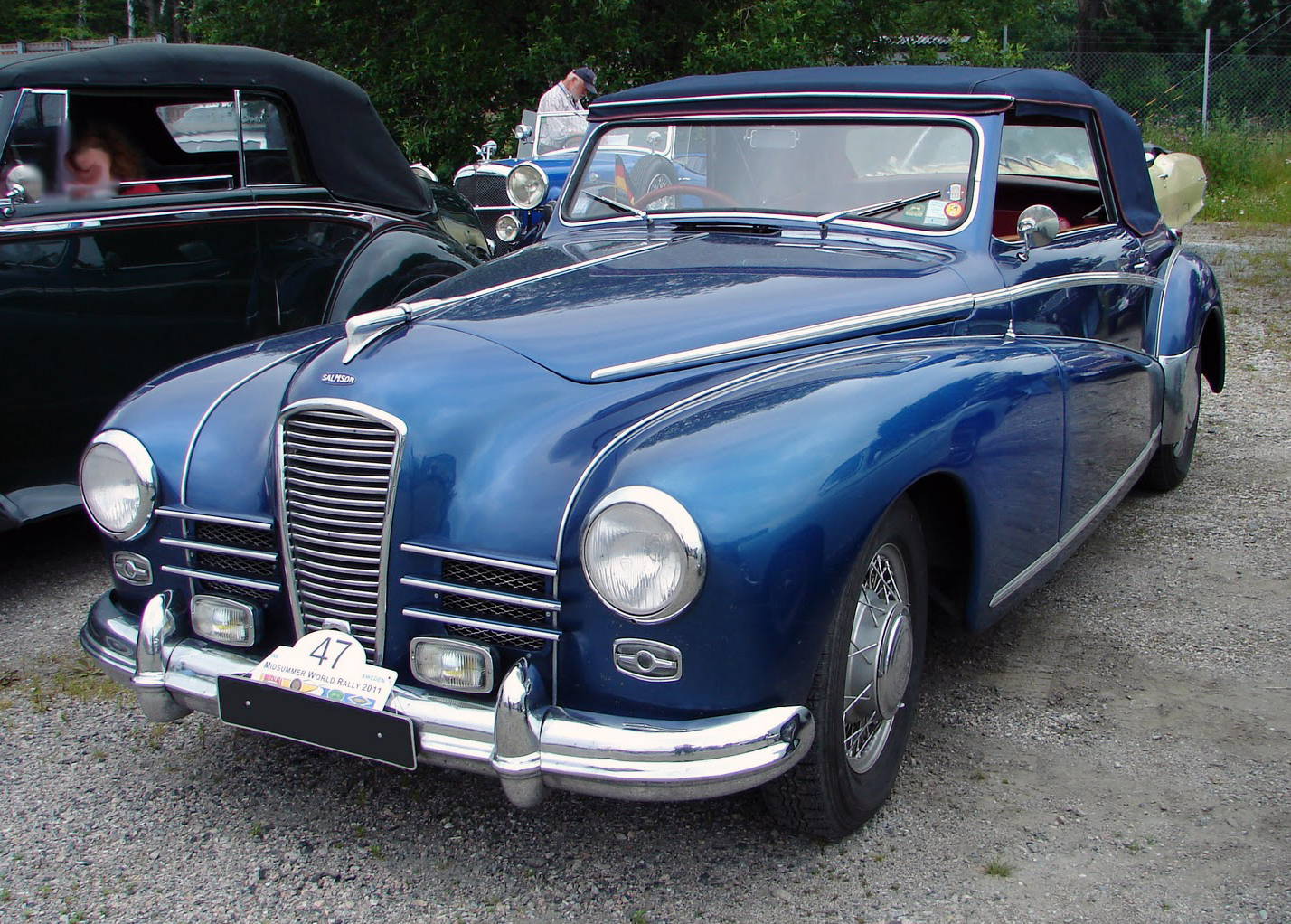
Сальмсон G72 Randonee
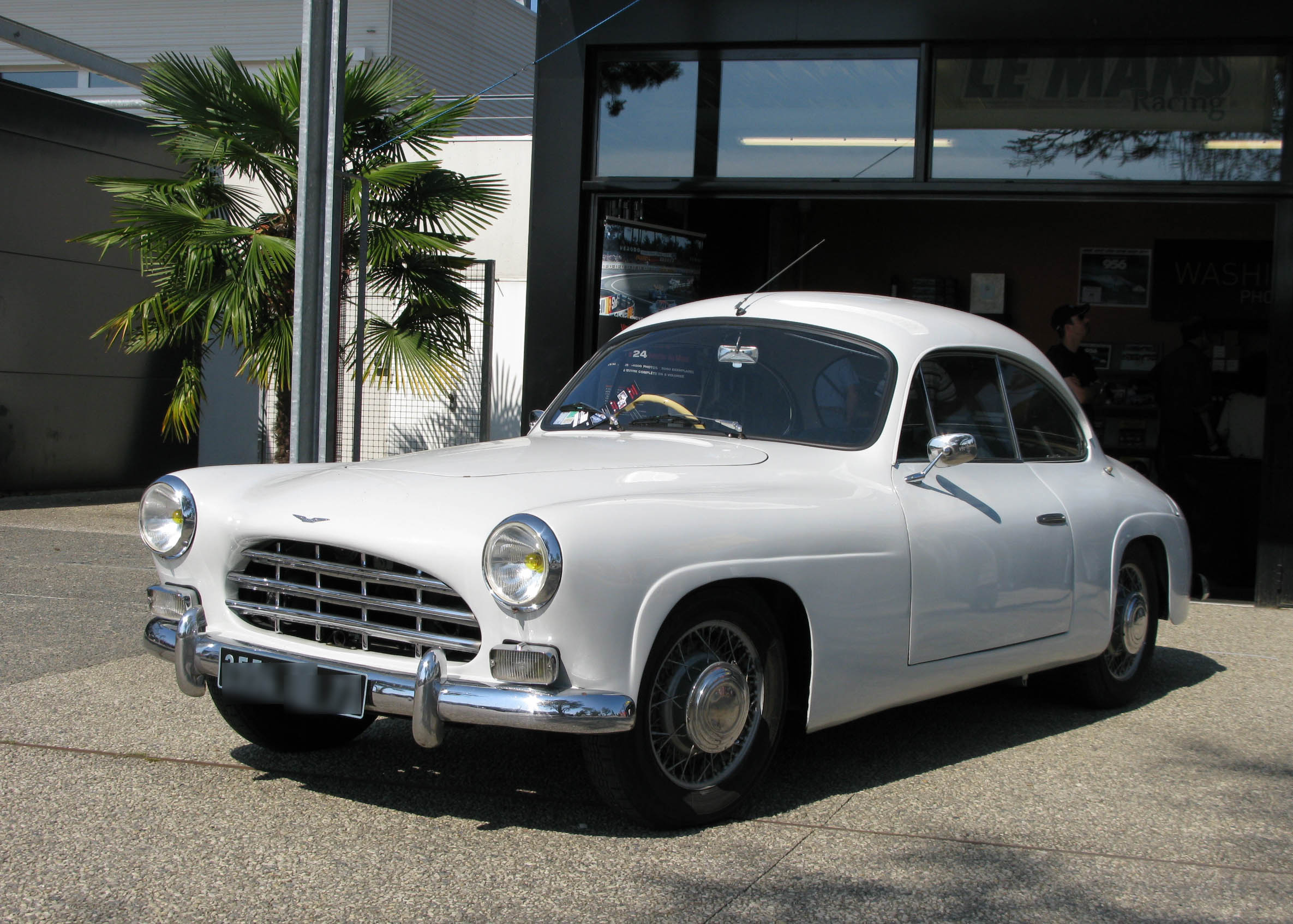
Сальмсон 2300
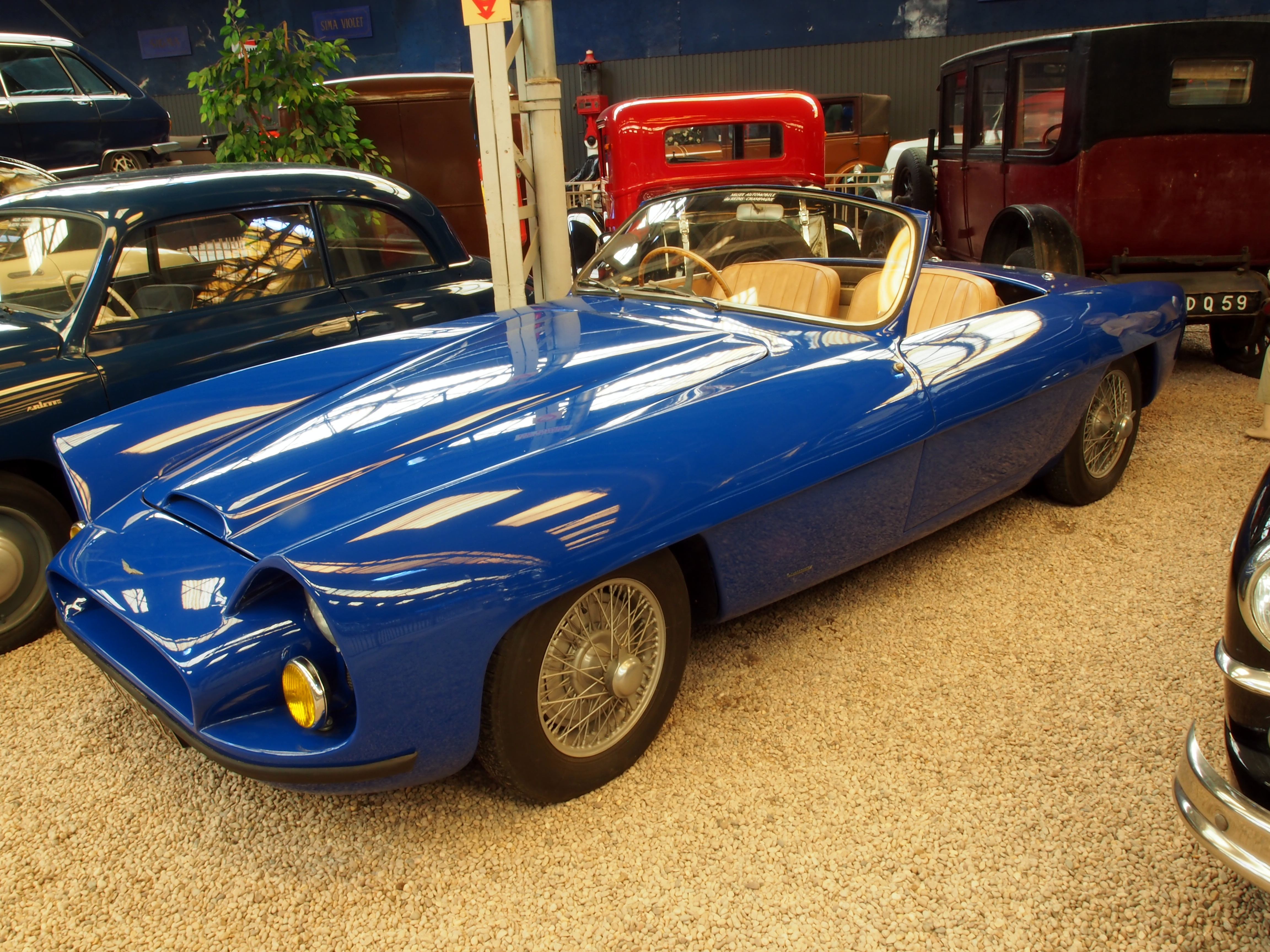
Сальмсон 2300S